# Sciophila iowensis
Sciophila iowensis är en tvåvingeart som beskrevs av Zaitzev 1982. Sciophila iowensis ingår i släktet Sciophila och familjen svampmyggor. Inga underarter finns listade i Catalogue of Life.